# Людовик I де Бурбон-Вандом
Людовик I де Бурбон (фр. Louis Ier de Bourbon; 1375/1376 — 21 декабря 1446) — граф Вандома с 1403, сеньор де Мондубло с 1406, д’Эпернон и де Ремалард, Великий камергер Франции с 1408, Главный распорядитель французского двора (мэтр де Л’Отель) в 1413—1415, 1425—1446, титулярный граф Шартра в 1425, французский военачальник, генерал-лейтенант Шампани, Бри и Пикардии 1413—1415, генерал-лейтенант Шартра, Боса и Вандомуа, 2-й сын Жана I де Бурбон, графа де Ла Марш, и Екатерины де Вандом, графини Вандома и Кастра, родоначальник ветви Бурбон-Вандом.

## Биография
После смерти отца Людовика, Жана, в 1393 году, его владения были разделены. Марш унаследовал его старший сын Жак II, который из наследства матери также унаследовал и Кастр. А Людовик получил Вандом, до этого находившегося под управлением его матери, Екатерины де Вандом. С 1393 года он помогал матери в управлении графством, а с 1403 года мать полностью передала ему Вандом. В 1406 году Людовик также выкупил сеньорию Мондубло в Вандомуа, которой когда-то владели предки его матери.
В конце 1390-х Людовик принял участие в свержении английского короля Ричарда II, поддержав Генриха, графа Дерби, ставшего в итоге в 1399 году под именем Генриха IV королём Англии.
Вернувшись во Францию, Людовик оказался среди сторонников герцога Людовика Орлеанского. Поэтому во время конфликта между сторонниками герцога Орлеанского и герцога Бургундии Жана Бесстрашного, спорившими за регентство при безумном короле Карле VI Людовик держал сторону Орлеанской партии. После убийства в 1407 году герцога Орлеанского Людовик Вандомский на некоторое время оказался в плену у Жана Бесстрашного. Несмотря на то, что он был сторонником Орлеанской партии, которую возглавил граф Бернар VII д’Арманьяк, взявший опеку над сыновьями убитого герцога, Жан Бесстрашный, ставший регентом, 17 апреля 1408 года сделал Людовика Вандомского великим камергером Франции.
В июле 1422 года бургундцы напали на Вандом, в результате чего Людовик снова на некоторое время попал в плен. Освобождён он был по результатам Осерского договора.
После того, как Арманьяки в 1413 году взяли верх над Бургиньонами, Людовик в ноябре того же года был назначен Главным распорядителем французского двора, а также генерал-лейтенантом Шампани, Бри и Пикардии. В этот период он неоднократно выполнял различные дипломатические поручения. Так он ездил послом в Англию, чтобы убедить короля Генриха V не возобновлять Столетнюю войну, однако успеха не добился.
После высадки в 1415 году англичан во Франции Людовик, как и многие другие представители французской знати, участвовал в победной для англичан битве при Азенкуре 24 октября 1415 года. В битве погибло много французских рыцарей, а Людовик, как и его родственник, герцог Жан I де Бурбон, попал в плен к англичанам. Его пленил сэр Джон Корнуолл. Людовик был увезён в Лондон, где был передан королю Генриху V, который заключил Людовика в Тауэр. За освобождение король потребовал огромную сумму в 100000 экю, которой у Людовика не было. Людовик был освобождён 1422 года, когда он смог заплатить 54000 экю.
Вернувшись во Францию, Людовик стал поддерживать дофина Карла, выступая против условий договора в Труа, по которому наследником Карла VI Французского объявлялся король Генрих V. Генрих V и Карл VI умерли в 1422 году, и королём Англии и Франции был объявлен малолетний сын Генриха V и французской принцессы Екатерины Генрих VI. Регентом при нём стал брат Генриха V, Джон Ланкастерский, герцог Бедфорд.
Дофин Карл, объявивший также себя королём Франции под именем Карл VII, попытался бороться против англичан. 31 июля 1423 года Людовик Вандомский участвовал в составе французско-шотландской армии Карла в битве при Краване, однако битву выиграла англо-бургундская армия. При этом Людовик снова попал в плен. После этого герцог Бедфорд объявил о лишении Людовика графства Вандом, куда он назначил новым графом Роберта Уиллоуби, 6-го барона Уиллоуби из Эресби. Это назначение было утверждено 20 сентября 1424 года королевской грамотой, а 25 мая 1427 года это назначение было подтверждено.
Людовик пробыл в новом плену до 1425 года, когда ему удалось бежать. В честь освобождения Людовик позже ежегодно устраивал специальный праздник, во время которого объявлял помилование одному заключённому. Прибыв к Карлу VII, Людовик получил от него титул графа Шартра. Однако этот титул никогда подтверждён не был. Кроме того, Карл вновь даровал Людовику должность Главного распорядителя французского двора.
В 1428—1429 годах Людовик в составе армии Жанны д’Арк участвовал в осаде Орлеана. После освобождения Орлеана, произошедшего в мае 1429 года, Людовик в том же 1429 году командовал одним из отрядов французов в битвах при Жаржо (11—12 июня), Менге (15 июня), Божанси (16 июня), а также (вероятно), в битве при Патэ (18 июня).
17 июля 1429 года Людовик участвовал в коронации Карла VII в Реймсе, где был одним из шести светских пэров. При этом Людовик во время церемонии выполнял обязанности герцога Гиеньского, титул которого принадлежал королю Англии.
После коронации Людовик получил под своё командование армии Иль-де-Франса и Шампани. В сентябре 1429 года Людовик участвовал в неудачной осаде Парижа. А в мае 1430 года армия под его командованием была разбита под Суассоном. После этого Людовик распустил армию, в результате чего Жанна д’Арк осталась без подмоги под Компьенем с небольшим отрядом, где и попала в плен.
В октябре 1430 года Людовик в составе армии, которой Пьер II де Брезе, вернулся к Компьеню, где им удалось разбить англичан и снять осаду с города. В результате в плен попали многие англичане, в том числе и командующий Томас Кириел. Однако осада Арраса, где содержалась в плену Жанна д’Арк, была неудачной.
В 1435 году Людовик был одним из свидетелей при заключении Арраского договора, по которому герцог Бургундии перешёл на сторону Карла VII.
В 1438 году Людовик был посредником, договаривавшимся о заключении брака между Екатериной, дочерью Карла VII, и наследником герцога Бургундии — Карлом, графом Шароле.
В 1440 году Людовик принял участие в восстании против реформирования армии королём. Восстание было подавлено в июле того же года, но Людовик был помилован королём.
В 1444 году в Труа между Францией и Англией было заключено перемирие. В 1446 году Людовик был послан в Англию, чтобы способствовать продлению перемирия. По возвращении из Англии он умер в Туре 21 декабря 1446 года.
Тело Людовика было погребено в монастырской церкви Сен-Жорж в Вандоме. Сердце Людовика захоронили в Вандомской капелле Шартрского собора, строительству которой он содействовал.
Наследовал Людовику его единственный сын Жан.

## Брак и дети
1-я жена: с 21 декабря 1414 Бланка де Руси (ум. 22 августа 1421), дочь Гуго II, графа де Руси, и Бланки де Куси. Детей от этого брака не было.
2-я жена: 24 августа 1424 (Ренн) Жанна де Лаваль (ум. 18 декабря 1468), дама де Канзийон, дочь Ги XIII де Лаваля и Анны, дамы де Лаваль и Витри. Дети:
- Катрин (1425 — ум. в юности)
- Габриэль (1426 — ум. в юности)
- Жан VIII (ок. 1428 — 6 января 1477), граф Вандома, сеньор де Мондубло, д’Эпернон и де Ремаланд с 1446

Также у Людовика был один незаконнорожденный сын от связи с Сибиллой Бостам:
- Жан бастард де Вандом (ок. 1440 — после 1496), сеньор де Пре, де Воссе и де Бонневаль, губернатор Вандомуа в 1489, легитимирован в мае 1446 и 2 февраля 1469.